# Gare d'Otterswiller
La gare d'Otterswiller est une ancienne gare ferroviaire française de la ligne de Sélestat à Saverne située sur le territoire de la commune d’Otterswiller, dans le département du Bas-Rhin, en région Grand Est.
Elle est mise en service en 1877 par les Chemins de fer impériaux d'Alsace-Lorraine, et ferme aux voyageurs en 1969. La ligne conserve un trafic marchandises avant d'être déclassée en 1980.

## Situation ferroviaire
Établie à 204 m d'altitude, la gare d'Otterswiller se trouvait au point kilométrique (PK) 61,420 de la ligne de Sélestat à Saverne entre la gare de Marmoutier (fermée) et la bifurcation avec la ligne de Noisy-le-Sec à Strasbourg-Ville en aval de la gare de Saverne (ouverte).

## Histoire
La section de Wasselonne à Saverne est mise en service le 1er août 1877 par la Direction générale impériale des chemins de fer d'Alsace-Lorraine (EL) complétant la liaison de Sélestat à Saverne. Après la défaite allemande de 1918, elle devient une gare de l'Administration des chemins de fer d'Alsace et de Lorraine (AL).
La Société nationale des chemins de fer français (SNCF) met fin aux dessertes voyageurs entre Molsheim et Saverne en 1969. La continuité de la ligne est rompue par le déclassement le 14 janvier 1972 de la section entre Romanswiller et Marmoutier. Le trafic de marchandises sur la ligne persiste depuis Saverne mais cette section est déclassée à son tour le 17 septembre 1980, la voie est déposée en février 1984.

## Patrimoine ferroviaire
Appartenant à un plan type standard de l'EL, le bâtiment voyageurs (BV) se compose d'un bâtiment à étage de trois travées accolé à une halle à marchandises. Les deux sont réalisés en pierre de taille (grès). Une extension plus moderne au toit en zinc a été réalisée côté quai au XXe siècle. Rénové, il jouxte la salle polyvalente et le club sportif, établis à l'emplacement des anciennes voies.

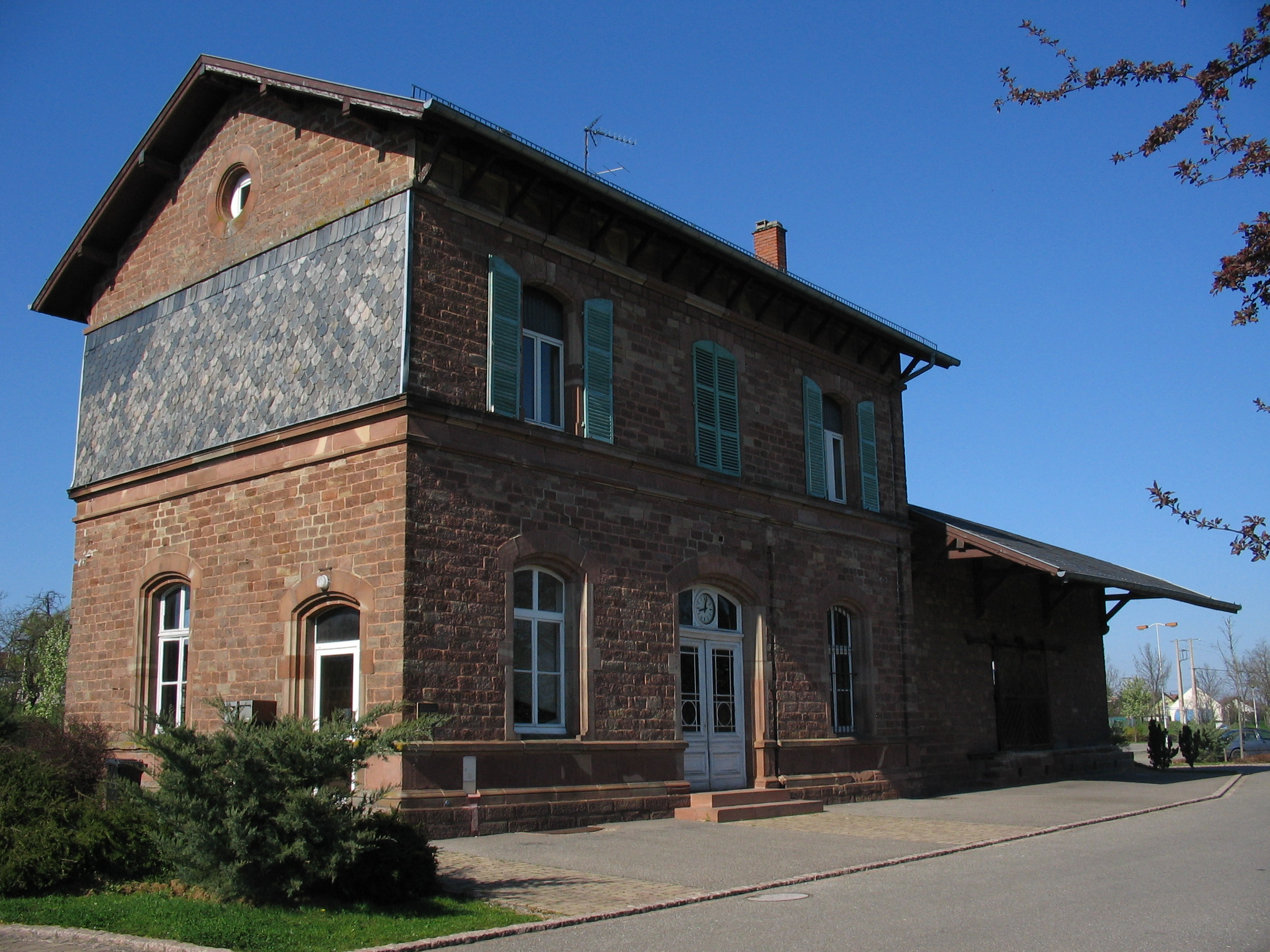
Ancien bâtiment voyageurs (2007).